# بهتاش میثاقیان
بهتاش میثاقیان (زادهٔ ۹ شهریور ۱۳۶۷ - مشهد) یک بازیکن فوتبال اهل ایران است.